# Axiomaschema
Een axiomaschema is in de wiskundige logica een generalisatie van een axioma. In een axiomaschema komen variabelen voor die door willekeurige logische formules kunnen worden vervangen. Zo ontstaan (aftelbaar) oneindig veel axioma's. Axiomaschema's worden bijvoorbeeld gebruikt in de eerste-orde logica, waarin niet over predicaten kan worden gekwantificeerd, om toch uitspraken over alle predicaten te kunnen doen. 
Bekende voorbeelden van axiomaschema's zijn:
- Het inductie-axioma als onderdeel van de axioma's van Peano voor de rekenkunde van natuurlijke getallen.
- Het axiomaschema van afscheiding en het axiomaschema van vervanging die deel uitmaken van de standaard ZFC-axiomatisering van de verzamelingenleer.